# Pamela Healy
Pamela Katherine Healy (San Francisco, 24 de junio de 1963) es una deportista estadounidense que compitió en vela en la clase 470.
Participó en los Juegos Olímpicos de Barcelona 1992, obteniendo una medalla de bronce en la clase 470 (junto con Jennifer Isler). Ganó una medalla de oro en el Campeonato Mundial de 470 de 1991.

## Palmarés internacional
| \| Juegos Olímpicos \| Juegos Olímpicos \| Juegos Olímpicos \| Juegos Olímpicos \| \| Año \| Lugar \| Medalla \| Clase \| \| ------------------ \| -------------------- \| ----------------- \| ---------------- \| \| 1992 \| Barcelona (España) \| Medalla de bronce \| 470 \| \| Campeonato Mundial \| \| \| \| \| Año \| Lugar \| Medalla \| Clase \| \| 1991 \| Brisbane (Australia) \| Medalla de oro \| 470 \| |                      |                   |       |
| Juegos Olímpicos |                      |                   |       |
| Año | Lugar                | Medalla           | Clase |
| 1992 | Barcelona (España)   | Medalla de bronce | 470   |
| Campeonato Mundial |                      |                   |       |
| Año | Lugar                | Medalla           | Clase |
| 1991 | Brisbane (Australia) | Medalla de oro    | 470   |